# Kaza (biograf)
Kaza var en biograf med 440 eller 460 platser som fanns på Palandergatan 33–35 i Hammarbyhöjden i Stockholm intill tunnelbanestationen Skärmarbrink. Biografen invigdes 16 september 1939 och stängde för gott 13 juni 1965. Biografen byggdes senare om av Thorn EMI till musikstudio.